# جين كالمينت
جين كالمينت (بالفرنسية: Jeanne Calment)‏ (21 فبراير 1875 – 4 أغسطس 1997) كانت معمرة فرنسية تعتبر أكبر المعمرين بحسب السجلات الرسميّة. حيث عاشت 122 عام و164 يوم، وقد أصبحت معروفة بشكل خاص في سن 113. جذب طول عمرها اهتمام الإعلام والدراسات الطبية حول صحتها وأسلوب حياتها.
فاق عمر كالمينت ابنتها وحفيدتها طبقًا لسجلات تعداد السكان. اعتُقد أنها أطول معمرة عاشت على الأرض في 1988 بعمر 112 عامًا وأعلن أنها أطول معمرة في عام 1995 بعمر 120 عام.
يشكك بعض الباحثين في عمر كالمينت نظرًا لغياب الاحتمالية الإحصائية، ونظروا أيضًا في احتمالية افتراض ابنتها لهوية كالمينت في عام 1934. رفض باحثون آخرون هذه الفرضية بناءً على البحث الواسع حول حياة كالمينت.

## النشأة
ولدت كالمينت في آرل، بوش دو رون، بروفنس، في 21 فبراير عام 1875. والدها نيكولاس كالمينت (8 نوفمبر 1837 – 28 يناير 1931)، كان صانع سفن، وأمها مارغريت غيلز (20 فبراير 1838 – 18 سبتمبر 1924)، من عائلة عملت بالطحانة. كان لها أخ كبير، فرانسوا (25 إبريل 1865 – 1 ديسمبر 1962). عاش بعض أفراد عائلتها أعمار تفوق المتوسط: عاش أخوها حتى سن 97 عامًا، ووالدها حتى 93 عامًا، وأمها حتى 86.
تعلمت كالمينت منذ سن السابعة حتى المناولة الأولى في المدرسة الابتدائية لكنيسة السيدة بينيت في آرل، ثم في المدرسة الثانوية المحلية، لتتمها عند سن السادسة عشر بدبلومة في المستوى O. أجابت كالمينت عند سؤالها عن نظامها اليومي أثناء المدرسة الابتدائية: «عندما تكون صغيرًا، تستيقظ في الثامنة صباحًا». كانت تتناول على مائدة الإفطار القهوة أو اللبن، أو الشكولاته الساخنة، وفي الظهيرة كان أبوها يأخذها للمنزل لتناول الغذاء قبل إعادتها للمدرسة بعد الظهيرة. استمرت كالمينت في العيش مع والديها في السنوات التالية، منتظرة الزواج، وتعلمت الرسم ومهارات العزف على البيانو.

## الحياة الشخصية
تزوجت كالمينت في عمر الحادية والعشرين، في 8 إبريل 1896، من قريبها، فيرناند نيكولاس كالمينت (1868–1942). كان جداهما من الأب أخوين، وكانت جدتاهما من الأب أختين. يُعتقد أنه لمّح لها منذ كانت في سن الخامسة عشر، ولكنها كانت صغيرة في هذا الوقت ولا تهتم بالصبية. كان فيرناند وريثًا لتجارة أقمشة على الطراز الكلاسيكي لبروفنس في مركز آرل، وانتقل الزوجان إلى شقة أعلى محل العائلة. عينت جين عمالًا ولم تضطر للعمل أبدًا، ووفرت لها فرصة حياة مليئة بالرفاهية في الطبقة العليا لمجتمع آرل، وسعت في هوايات مثل ركوب الدراجات والتنس والسباحة والمبارزة والتزلج «لقد وقعت على وجهي»، والعزف على البيانو وتأليف الموسيقا مع الأصدقاء. مكث الزوجان في الصيف في يوراج لتسلق الجبال على الجليد «حتى في سن السادسة عشر امتلكت أقدامًا جيدة» كما أنهما مارسا صيد الأرانب والخنازير البرية على تلال بروفنس مستخدمين مسدسًا من عيار 18. قالت كالمينت أنها كرهت التصويب على الطيور واصطيادها. أنجبت كالمينت ابنة واحدة اسمها ايفون ماري نيكول كالمينت، في 19 يناير عام 1898. تزوجت ايفون من ضابط الجيش جوزيف بيولت في 3 فبراير عام 1926، وابنهما فردريك ولد في 23 ديسمبر من نفس العام.
ماتت ايفون من التهاب الجنبة في 19 يناير عام 1934، في عيد ميلادها السادس والثلاثين، وبعد ذلك قامت جين بتربية حفيدها فردريك، بالرغم من أنه عاش مع والده في الشقة المجاورة لها. كان للحرب العالمية الثانية تأثيرات على حياة جين. تقول جين أن الجنود الألمان ناموا في غرفها ولكن «لم يأخذوا معهم شيئًا»، وبالتالي فهي لا تحمل أي ضغينة تجاههم. مات زوجها فيرناند في عام 1942 بعمر 73 عامًا، بتسمم الكرز. سُجل أنها كانت تعيش في نفس الشقة مع زوج ابنتها العقيد المتقاعد بيلوت في تعداد عام 1954، أرمل ايفون، سجل التعداد جين كأم في 1954 وأرملة في 1962. عاش فردريك بيلوت بجوار جين مع زوجته رينيه. مات أخوها فرانسوا في 1962، بعمر 97 عامًا. مات جوزيف زوج ابنتها في يناير 1963، ومات حفيدها فردريك في حادثة سيارة في أغسطس من نفس العام.

## أكبر إنسانة موثقة سنًا

### سجلات التعمير
أصبحت جين كالمينت في 1986 أكبر إنسانة على قيد الحياة في فرنسا بعمر 111 عامًا. زاد الاحتفاء بها أثناء مئوية الاحتفال بفينسنت فان جوخ وانتقاله إلى آرل منذ فبراير من عام 1888 حتى إبريل عندما كانت في عمر 13-14 عامًا. ادعت كالمينت في التقارير أنها قابلت فان جوخ في ذلك الوقت، وقدمها إليه زوجها المستقبلي في محل عمها. تذكر كالمينت المقابلة وتصفها بالإحباط، وتصف فان جوخ بالقبيح ومدمن الكحول. اعترفت بها موسوعة غينيس للأرقام القياسية باعتبارها أكبر شخص حي عندما كانت بعمر 112 عام. ظهرت بإيجاز في الفيلم الوثائقي فينسنت وأنا عام 1990، أثناء تمشيتها وإجابتها على الأسئلة. وزاد الاهتمام بها أيضًا عندما أطلقت عليها غينيس أكبر معمرة على الإطلاق في عام 1995. تجاوزت كالمينت عمر أي إنسان آخر، لتكون أكبر معمرة فائقة موثقة على الإطلاق. فقد سُجلت في 14 تعداد، بدءًا من 1876. أصبحت ماري لويس ميليور أكبر معمرة حية موثقة بعد وفاة كالمينت. أثيرت ادعاءات عديدة عن تجاوز بعض الأشخاص لعمر كالمينت، ولكن لم تُثبت هذه الحالة. احتفظت كالمينت لمدة عقدين بلقب أكبر معمرة وثق عمرها بالمعايير الحديثة.

### التحقق من العمر
استطلعت مدينة آرل وثائق كالمينت الشخصية في عام 1994، من أجل المساهمة في أرشيف المدينة. لكن أغلب وثائق العائلة حُرقت بناءً على طلب كالمينت، ونفذ هذه العملية قريب للعائلة من بعيد، وهو جوزيت بيغونيه، ابن عم حفيدها. بدأ التحقق من عمرها في عام 1995 عندما وصلت لسن 120 عام، وجرى هذا التحقق لمدة عام كامل. سُئلت بعض الأسئلة حول التفاصيل الموثقة بخصوص الأقرباء وعن الأشخاص والأماكن في بواكر عمرها، وعن المدرسين والخادمات. كان هناك اهتمام بسلسلة من الوثائق التابعة للتعداد السكاني، وكانت فيه كالمينت منذ 1876 حتى 1975. ساعدت عضوية العائلة في البورجوازية الكاثوليكية المحلية الباحثين على إيجاد سلاسل الوثائق المستخدمة في الأدلة. عاشت العائلة في شقتين في نفس المبنى، واحدة لكالمينت وزوجها وأمه، وواحدة لابنتها ايفون وزوجها وابنها.

### تقارير الإعلام الشعبي
أشارت تقارير الإعلام لتفاصيل مختلفة، وبعضها غير محتمل. ادعى أحد التقارير أن كالمينت تتذكر بيعها لأقلام ألوان لفان جوخ، ورؤية برج إيفل أثناء بنائه. كُتب في تقرير آخر أنها بدأت ممارسة المبارزة في 1960، بعمر 85 عامًا. عزت كالمينت تعميرها ومظهرها الشاب بالنسبة لعمرها إلى حميتها الغنية بزيت الزيتون. اتصفت كالمينت أيضًا بالهدوء، لذلك يسمونها كالمينت (وتعني هادئ بالإنجليزية) حسب قولها.

## وصلات خارجية
- جين كالمينت على موقع IMDb (الإنجليزية)
- جين كالمينت على موقع ميوزك برينز (الإنجليزية)
- جين كالمينت على موقع إن إن دي بي (الإنجليزية)
- جين كالمينت على موقع ديسكوغز (الإنجليزية)